# Liste der Fließgewässer im Flusssystem Pinnau

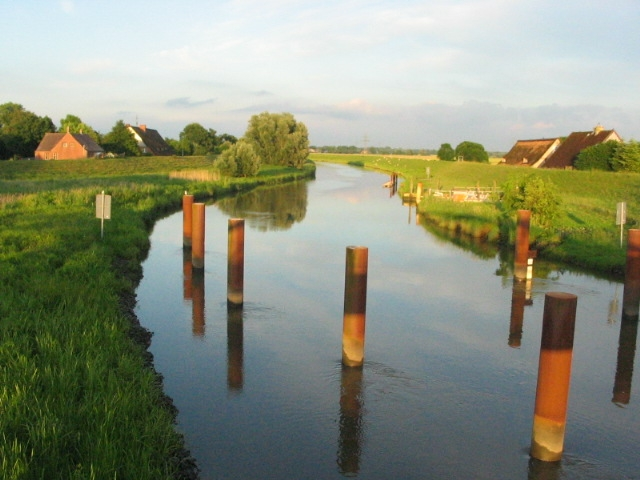
Pinnaulauf in Neuendeich

Die Liste der Fließgewässer im Flusssystem der Pinnau umfasst alle direkten und indirekten Zu- und Abflüsse der Pinnau. Erfasst wurden alle Gewässer, die namentlich in der Gesamtliste der Fließgewässer im Elbeeinzugsgebiet aufgeführt werden.
Die Gewässer werden flussaufwärts aufgelistet.

## Zuflüsse
- Wetter
  - Klosterdeichwetter
- Haselau-Haseldorf
- Mühlenbach/Heidgraben
- Ohrtbrookgraben
  - Baßhornlaufgraben
- Bilsbek
  - Beek
- Appener Au/Appener Bach/Beek
- Mühlenau (Rellau/Rellingbeck/Rellinger Au)
  - Düpenau
    - Ballerbek/Burbek (Bauerbek/Baderbek)(zum großen Teil verrohrt)
      - Burbek Nebengraben

    - Seegraben
    - Bredenmoorsbach
    - Lehmgraben
    - Scharmbrooksgraben
    - Schnäbeljacksmoorgraben
      - Kiebitzgraben
      - Sumpfgraben
        - Nebengraben A
        - Nebengraben B

    - Blockshorngraben
    - Schittmoorgraben
      - Nebengraben

    - Luruper Moorgraben über Helmut-Schack-See
      - Müllergraben

    - Holtbarggraben
      - Nebengraben

    - Alte Düpenau/Diekweggraben

  - Bek
    - Rugenbergener Graben[2]
    - Bekenbach

  - Kellergraben
  - Gooswischengraben
  - Moorgraben
    - Schnelsener Moorgraben
      - Wiemeldorfer Moorgraben
      - Moorflagengraben[3]

  - Burgwedelau
    - Burgwedelau Nebengraben
      - Goldmariekengraben
      - Rönnkampgraben

  - Rugenwedelsau
    - Wendloher Graben/Wendlohgraben
    - Garstedter Graben
    - Ohmoorgraben
      - Nebengraben B
      - Nebengraben C
      - Nebengraben F
        - Nebengraben G
          - Nebengraben E

      - Nebengraben D

    - Scharpmoorgraben[2]

  - Moorbek
  - Vorfluter aus dem Holmmoor
- Riedbach
- Gronau/Drebeck, 5 km
  - Krumbek
- Ebach
- Bilsener Bek
- Krambek, 4,5 km